# Crataegus nitida
Crataegus nitida là loài thực vật có hoa trong họ Hoa hồng. Loài này được (Engelm. ex Britton & A. Br.) Sarg. mô tả khoa học đầu tiên năm 1901.